# Радзивилл, Артур
Князь Артур Николай Антоний Радзивилл (17 января 1901, Варшава — 13 сентября 1939, под Олтажевом) — польский аристократ, последний владелец Рытвян (с 1927), поручик Войска Польского. Посмертно награждён Орденом Virtuti Militari.

## Биография
Представитель польского княжеского рода Радзивиллов герба «Трубы». Второй сын князя Мацея Николая Радзивилла (1873—1920) и Розы Потоцкой (1878—1931) . Братья — князья Криштоф, Константин и Мацей Радзивиллы.
Окончил гимназию им. Святого Станислава в Варшаве. Участвовал в Советско-польской войне (1919—1921), награждён Крестом Храбрых и получил чин поручика. После окончания войны распоряжался семейным имуществом, затем вел дела в Индокитае.
В 1939 году во время Сентябрьской кампании Артур Радзивилл командовал 2-й командой 1-го батальона 2-го пехотного полка Легионной Дивизии «Лодзь». Сражался под Боровой Горой и погиб под Олтажевом. Был похоронен к общей могиле.
В 1940 году его останки были эксгумированы и перенесены в семейную усыпальницу в монастыре Пустыни Золотого Леса в Рытвянах. В 1950-х годах на месте гибели князя поставлена памятная таблица.
Посмертно, в 1990 году, Артур Радзивилл был награждён Серебряным Крестом «Virtuti Militari».

## Семья и дети
19 июля 1927 года женился на графине Кристине Брёле-Плятер (10 февраля 1903 — 13 июля 1991), дочери графа Эдварда Бёле-Плятера и графини Янина Тышкевич. Супруги имели двух дочерей и одного сына:
- Иоанна Мария Роза Тереза (род. 4 июля 1928, Варшава), 1-й муж с 1940 года Ежи Дорошевич (1914—1997), 2-й муж с 1951 года Станислав Богуславский (1922—2006)
- Мацей Николай Антоний Мария (7 февраля 1930, Варшава — 1 октября 2009, Варшава), жена с 1968 года Станислава Szczepek (род. 1938)
- Роза Эльжбета Габриэла Мария (25 декабря 1934, Рытвяны — 19 марта 2009, Мальме), муж с 1954 года граф Анджей Брёле-Плятер фон Зиберг (1931—2003)